# Реакція Хорнера — Водсворта — Еммонса
Реа́кція Хо́рнера — Во́дсворта — Е́ммонса (також олефінування Хорнера — Водсворта — Еммонса) — реакція отримання олефінів з альдегідів (або кетонів) та фосфонатних карбаніонів. Під час реакції утворюються переважно транс-(або (Е)-)алкени.
Реакція синтезу олефінів з використанням ілідів Фосфору була вперше запропонована в 1953 році Георгом Віттігом і Гейслером. У 1958 році німецький хімік Леопольд Хорнер опублікував удосконалену реакцію Віттіга з використанням карбаніонів алкілдифенілфосфіноксидів для отримання алкенів з альдегідів та кетонів. Цю модифікацію реакції Віттіга назвали реакцією Хорнера—Віттіга. Пізніше, на початку 1960-х років, Вільям Водсворт та Вільям Еммонс удосконалили умови реакції використовуючи фосфонатні карбаніони. Тому реакцію назвають реакцією Хорнера—Водсворта—Еммонса або ж олефінуванням Хорнера—Водсворта—Еммонса.

## Механізм реакції
Реакція Хорнера—Водсворта—Еммонса починається з депротонування фосфонату з утворенням фосфонатного карбаніона. Лімітуючою стадією є нуклеофільне приєднання карбаніона до альдегіду (або кетону) з утворенням проміжних інтермедіатів. Останнім етапом є елімінування інтермедіату з утворенням (Е)-алкену та (Z)-алкену. Співвідношення (Е)- та (Z)-ізомерів алкену залежить від стереохімічного виходу початкової стадії приєднання карбаніона та від здатності інтермедіатів еквілібрувати. У результаті реакції Хорнера—Водсворта—Еммонса переважно утворюються (Е)-алкени. Загалом, чим більше урівноважування інтермедіатів, тим вища селективність до утворення (Е)-алкенів.
Електроноакцепторна група в альфа-положенні до фосфонату забезпечує заключне елімінування. За відсутності електроноакцепторної групи продуктом реакції є α-гідроксифосфонати. Однак такі α-гідроксифосфонати можуть бути перетворені на алкени з допомогою реакції з диізопропілкарбодиімідом.

## Переваги реакції Хорнера—Водсворта—Еммонса
Реакція Хорнера—Водсворта—Еммонса має низку переваг порівняно з реакцією Віттіга:
1. процедура отримання початкових алкілфосфонатів є легшою (зазвичай використовують реакцію Арбузова) та дешевшою, ніж отримання фосфонієвих солей;
2. фосфонатні стабілізовані карбаніони є більш нуклеофільними (і більш основними), ніж відповідні трифенілфосфонієві іліди у реакції Віттіга, тому вони легко реагують практично з усіма альдегідами і кетонами при м'якших умовах;
3. заміщені кетони, які не є реакційноздатними у реакції Віттіга, досить легко вступають у реакцію олефінування Хорнера-Водсворта-Еммонса;
4. α-кетон фосфонатного аніона може бути й далі функціоналізований різними електрофілами (наприклад, алкілгалогенідами) перед олефінуванням, тоді як фосфонієві іліди не піддаються такому м'якому алкілюванню;
5. супутні продукти реакції Хорнера—Водсворта—Еммонса — диалкілфосфати, які легко відмиваються водою, тому значно простіше відділити їх отриманих алкенів, ніж відділити нерозчинний у воді трифенілфосфіноксид[6].

Основними характеристиками реакції олефінування Хорнера—Водсворта—Еммонса є:
1. висока (Е)-селективність для дизаміщених алкенів при значно м'якших умовах ніж у реакції Віттіга;
2. (Е)-селективність збільшується при збільшення розміру алкільних замісників R1 та R2 (найкращим є використання сполук з R — ізопропіл);
3. стереоселективність дуже сильно залежить від субстрату, але може бути обернена й утворювати переважно (Z)-алкени при використання сполук з малими за розміром алкільними замісниками R1 та R2 (наприклад, метильними) та при використання сильно дисоційованої основи (трет-бутоксид Калію)[3].

## Модифікації реакції Хорнера—Водсворта—Еммонса

### Модифікація Стілла—Дженаррі
Стілл та Дженнарі розробили умови, в результаті яких продуктами реакції є (Z)-алкени з високим стереохімічним виходом. Цього вдалося досягти за рахунок використання фосфонатів з електроноакцепторними групами (трифлуороетоксидними групами) в умовах сильної дисоціації (Калію гексаметилдисилазид та 18-краун-6 в тетрагідрофурані). Андо також зауважив, що використання електронодефіцитних груп прискорює відщеплення оксафосфатанових інтермедіатів.

### Реакція Хорнера—Водсворта—Еммонса з використанням чутливих до основ субстратів
Оскільки багато субстратів не є стійкими до гідриду Натрію, були розроблені декілька методик з використанням м'якших основ. Масам'юн та Рауш пом'якшили умови за рахунок використання хлориду літію (або йодиду натрію) та диазабіциклоундецену. Ратке запропонував використовувати галогеніди літію або магнію з триетиламіном. Такі умови дозволяють уникнути епімеризації.

### Асимеричні реакції олефінування Хорнера—Водсворта—Еммонса
У цьому випадку опираються на три основні принципи:
- введення С2-симетричного хірального центру замість алкоксидних груп у фосфонатах;
- введення С2-несиметричного хірального центру замість алкоксидних груп у фосфонатах, що зробить хіральним сам атом Фосфору;
- введення хірального центру в ту частину фосфонату, яка переміщається на карбонільну сполуку[12].

### Модифікація Корі—Квятковскі
У модифікації Корі—Квятковські використовують бісаміди фосфонатної кислоти для стереоселективного отримання (Z)-алкенів, (Me2N)2P(O)CH2R, де R — арильний замісник.